# 26394 Kandola
26394 Kandola este un asteroid din centura principală de asteroizi.

## Descriere
26394 Kandola este un asteroid din centura principală de asteroizi. A fost descoperit pe 3 noiembrie 1999 la Socorro, New Mexico, în cadrul proiectului LINEAR. Asteroidul prezintă o orbită caracterizată de o semiaxă mare de 2,45 ua, o excentricitate de 0,07 și o înclinație de 4,2° în raport cu ecliptica.